# John Holloway (Politikwissenschaftler)

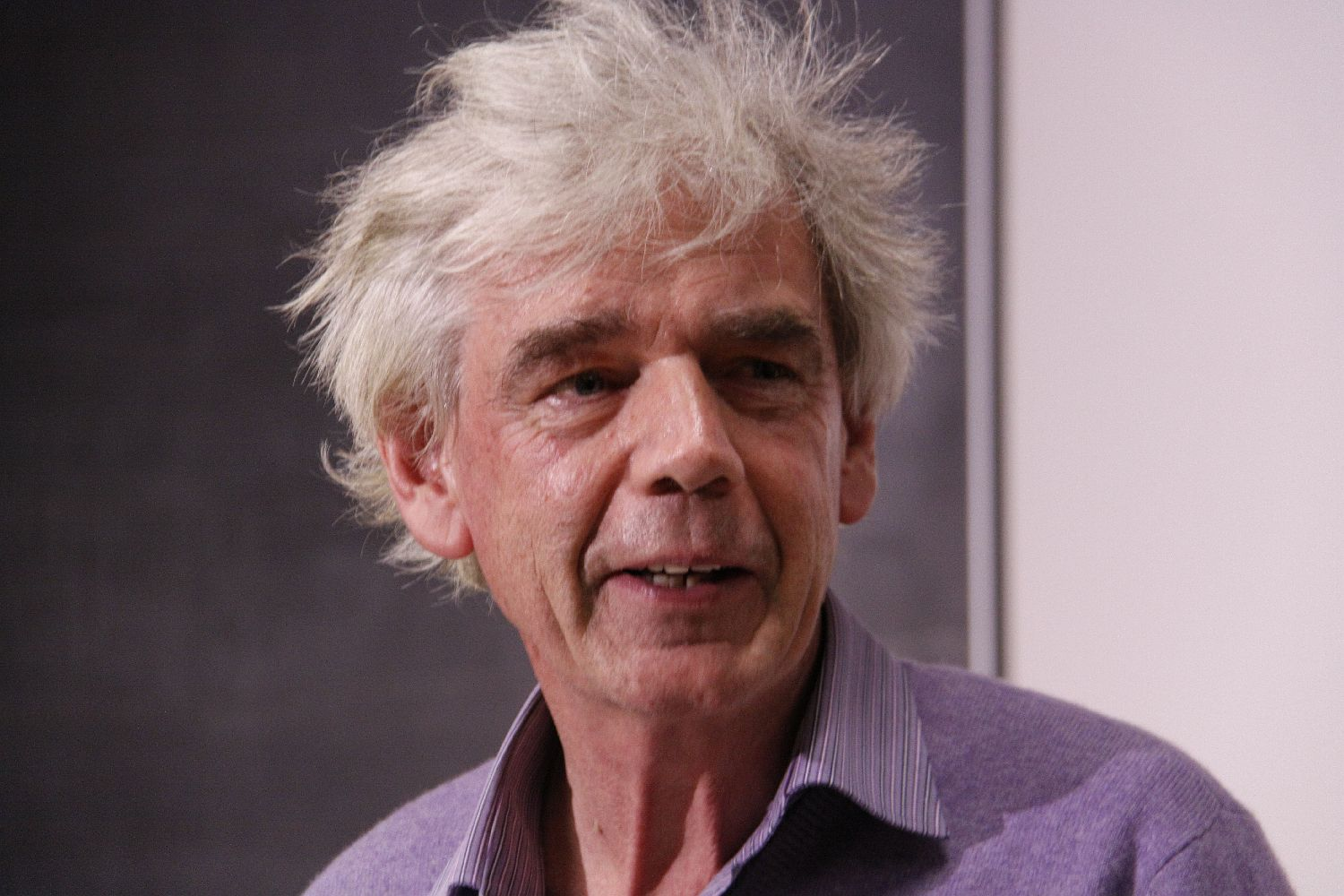
John Holloway (Berlin 2011)

John Holloway (* 1947 in Dublin) ist ein irisch-mexikanischer Politikwissenschaftler. Er lehrt seit 1993 an der Benemérita Universidad Autónoma de Puebla (BUAP) in Puebla/Mexiko. In seinen Veröffentlichungen greift er zurück auf verschiedene unorthodoxe neomarxistische Theorietraditionen, wie den italienischen Operaismus oder die Kritische Theorie, und interpretiert diese zum Teil neu bzw. entwickelt sie weiter. Seine Interpretationen dieser Theorien zeigen auch einen starken Einfluss der Bewegung der Zapatistas in Mexiko. Ihre Ablehnung der staatlichen Macht und ihr Verständnis von Theorie, das sich in dem Satz “preguntando caminamos” (fragend gehen wir voran) zusammenfassen lässt, den Holloway immer wieder zitiert, wurde sprichwörtlich und trug zu der breiten Rezeption seiner Theorien bei.

## Leben
Holloway wurde in Dublin geboren. Er studierte zunächst Recht, machte einen Abschluss in High European Studies am College of Europe und promovierte im Fach Politikwissenschaft an der University of Edinburgh. Dort lehrte er auch als Politikwissenschaftler, bis er 1991 nach Mexiko ging. Dort ließ er sich in Puebla nieder und unterrichtet seither an der Benemérita Universidad Autónoma de Puebla. Seit 1974 er der Conference of Socialist Economists verbunden. Holloway gehört zu den wichtigsten Akteuren des Open Marxism.

## Theorie

### Zentrale Thesen
Einen politischen Veränderungsprozess analysiert er entlang der folgenden Linie:
- Der Schrei: als ein konsequentes Bewusstsein von Nichtidentität. Er sieht das politische Subjekt in der Entfremdung zerrissen, Subjektivität ist nur vorstellbar in einer Verneinung. Holloway liest die kritische Theorie neu und er verweigert sich einem Kulturpessimismus: die Verhältnisse sind nicht objektiv, sie müssen immer wieder subjektiv hergestellt werden, d. h. der Fetischismus ist nicht vollständig abgeschlossen.
- Das Tun und das Getane: unter Tun fasst er alle gesellschaftlichen Tätigkeiten zusammen, nicht nur die Lohnarbeit; unter das Getane das Kapital, das sich den Inhalt der Arbeit aneignet.
- Anti-Macht: Sie funktioniert in einer völlig anderen Logik, die nicht spiegelbildlich (Gegenmacht) zu herrschenden Macht ist. Das Ziel der Anti-Macht ist ein völlig anderes als das der gegenwärtig herrschenden Macht des Kapitals, der es um die Realisierung des Wertes geht. Anti-Macht sucht vielmehr die Herstellung der Gesellschaftlichkeit, also den ungehinderten Zugang zu gesellschaftlichem Reichtum. Holloway sieht dadurch auch nicht mehr den Staat als Zentrum der Auseinandersetzungen.

### Subjektorientierter Ansatz: „Der Schrei“ als Ausgangspunkt der Suche
Ausgangspunkt der hollowayschen Theorie ist der Schrei des Subjekts. Dieser Schrei besteht in der Dissonanz, dem Widerspruch zwischen dem was „ist“ und dem „Noch-Nicht“, zwischen der Realität der Gegenwart und einer wünschenswerten Zukunft. Nicht „das vernünftige Sich-Zurücklehnen-und-über-die-Geheimnisse-der-Existenz- nachsinnen, wie es das traditionelle Bild des ‚Denkers‛ vorsieht“, sondern die aus der Dissonanz (zwischen „Ist“ und „Noch-Nicht“) hervorgehende Unzufriedenheit (Negativität), die Wut, ist es, die zum Gedanken treibt.
Es sind zwei Fragen, die Holloway im Folgenden zu beantworten versucht: Erstens die Frage nach der Notwendigkeit dieses subjektorientierten Ansatzes im wissenschaftlichen Diskurs und zweitens die Frage nach der Ursache des Schreis, eine Analyse des „Ist“ mit dem Ziel, Eckpunkte einer Vision einer möglichen anderen Zukunft herauszuarbeiten.
Der Schrei besteht im Widerspruch zwischen den gegenwärtigen gesellschaftlichen Verhältnissen und einer wünschenswerten anderen Welt, oder anders: zwischen Analyse und Vision. Nur ein dialektischer Umgang mit diesen beiden Dimensionen, also ein wissenschaftlicher Diskurs, der die Vision verwirklichen will und jeden Schritt darauf zu einer neuen Analyse unterzieht und daraus neue Schritte folgert, wird dem Schrei, dem Wunsch nach Veränderung gerecht. Er grenzt sich so von den realistischen und normativen Gesellschaftstheorien ab, die entweder nur deskriptiv das „Ist“ zu erklären versuchen und das Subjekt objektivieren, oder aber die Vision normativ festsetzen und somit eine immer neue Bewertung durch die Analyse ausschließen. Holloway bezieht sich damit, in Abgrenzung zu Foucaults „Bitterkeit der Geschichte“, die zwangsläufig zu einer Anpassung der Erwartungen führt, positiv auf die frühe Kritische Theorie der Frankfurter Schule, die mit Ernst Bloch davon ausgeht, dass aus dem Entsetzen, welches der Analyse entspringt, die Hoffnung auf eine bessere Welt erwächst. Der Schrei erfährt seine theoretische Kraft nicht aus dem zukünftigen Vorhandensein des „Noch-Nicht“, sondern aus seiner gegenwärtigen Existenz als Möglichkeit. Von den gegenwärtigen gesellschaftlichen Umständen wird jede andere Welt im Jetzt negiert, sie existiert aber als ebendiese Negation.

### Der gesellschaftliche Fluss des Tuns
Aus diesem Ansatz ergeben sich die wichtigsten Grundzüge für den weiteren Verlauf der Theorie, der Suche nach einer Möglichkeit, die Ursache des Schreis zu überwinden: Dialektik und negatives Denken. Hierin bezieht Holloway sich eng auf Karl Marx’ Kritik der politischen Ökonomie im „Kapital“. Seine „Absicht […] ist, diejenigen Fragen, die häufig als ‚marxistische‛ beschrieben werden, in der Problematik negativen Denkens zu verorten, in der Hoffnung, damit negativem Denken Inhalt zu verleihen und die marxistische Kritik am Kapitalismus zuzuspitzen“. Er übernimmt von Marx die Annahme des gesellschaftlichen Charakters der arbeitsteiligen Arbeit, und abstrahiert dies auf den Begriff des Tuns. Jedes Tun ist gesellschaftlich, weil es durch das Tun anderer bedingt ist und selbst wieder das Tun anderer bedingt („Was immer ich tue, es ist Teil des gesellschaftlichen Flusses des Tuns, in dem die Voraussetzung meines Tuns das Tun (oder Getan-haben) anderer ist, in der das Tun anderer die Mittel meines Tuns bereitstellt.“). Diesen „gesellschaftliche Fluss des Tuns“, ein Zustand der freien Entfaltung des Subjekts, fasst Holloway unter dem Begriff der kreativen Macht.

### „Die Welt verändern, ohne die Macht zu übernehmen“
Kreative Macht ist gesellschaftlich. Dem gegenüber stellt er die instrumentelle Macht. Auch diese ist ein Tun, aber sie ist ein den gesellschaftlichen Fluss des Tuns unterbrechendes Tun. Es ist ein Tun, welches das freie Tun anderer negiert, ihm die Mittel zum Tun nimmt. Wenn es instrumentelle Macht gibt, dann besteht die kreative Macht nur noch als Negation. Die Existenz der instrumentellen Macht ist Ursache des Schreis. Die Inhalte, mit denen Holloway den Begriff der instrumentellen Macht füllt, sind der Marxschen Kapitalismusanalyse entnommen: erstens die Enteignung der Tuenden (der Arbeiter) von den Mitteln des Tuns (Produktionsmittel) durch das Privateigentum; zweitens der Fetisch des Kapitals, das Verhalten der Menschen nach den Regeln des Warentauschs, die als selbstverständlich-naturgegeben erscheinen; ihn stellt Holloway ins Zentrum seiner Argumentation. In diesem Zusammenhang stellt er heraus, dass die instrumentelle zur kreativen Macht in einem abhängigen Verhältnis steht. Das eigene Tun erschafft erst das Produkt und damit auch die Grundlage des Fetischs; „das Tun negiert sich selbst“. Diese Abhängigkeit des Tuenden vom Getanen, der instrumentellen Macht vom Tun, stellt die Krise des Kapitalismus dar.
Holloway geht aus vom Scheitern der linken Versuche, im 20. Jahrhundert die Welt zu verändern. Im Kontext der oben beschriebenen Machtdiskussion kristallisiert er heraus, dass diesen Versuchen, ob reformistisch oder revolutionär geprägt, eine Gemeinsamkeit zugrunde liegt: der Versuch, eine Gegen-Macht zu formen, um die Staatsmacht zu erobern. Wenn nun aber die Ursache des Schreis, der ja Ausgangspunkt allen Denkens ist, in der Existenz der instrumentellen Macht liegt, dann trüge die Etablierung einer Gegen-Macht, die ja auch selbst wieder instrumentelle Macht ist, nur zum weiteren Fortbestehen dieser bei. Vielmehr muss es zur Veränderung der Welt um die Schöpfung einer Anti-Macht gehen.
Die Anti-Macht wird zur Verkörperung des Schreis. Dabei hat der Schrei eine negative (destruktive) und eine positive (konstituierende) Seite. Zum einen ist er Widerstand gegen die instrumentelle Macht, die sich ausbreitenden Eigentumsverhältnisse, zum andern konstituiert er Freiräume, in denen der Kapitalismus nicht leben kann, und ermöglicht damit kreative Macht. Diese Freiräume setzen gemeinschaftliche Organisationsformen voraus, die je nach Phase des Kampfes (der Revolution) andere sind. Revolution beschreibt hier nicht einen Zeitpunkt, sondern einen Prozess, an dessen Ende der befreite Mensch steht. Dem Fetisch des Eigentums müssen das Knüpfen von Freundschaft, die Liebe, die Solidarität und die Gemeinschaft gegenüberstehen. Holloway schlägt keinen dogmatisch festgelegten Weg der Änderung vor, sondern besteht auf der Dialektik zwischen Analyse und Vision innerhalb einer fragmentierten Bewegung, welche die Gesellschaftlichkeit des Tuns flickenartig zusammenfügt.

## Schriften (Auswahl)
- Die Welt verändern, ohne die Macht zu übernehmen. 7. Auflage. Westfälisches Dampfboot, Münster 2022, ISBN 978-3-89691-514-6 (Erstausgabe:  2002).
- Regionalisierung der Weltgesellschaft. Westfälisches Dampfboot, Münster 1993.
- Die zwei Zeiten der Revolution. 3. Auflage. Turia & Kant, Wien 2006, ISBN 978-3-85132-458-7.
- Blauer Montag: Über Zeit und Arbeitsdisziplin. (mit Edward P. Thompson). Edition Nautilus, 2007, ISBN 978-3-89401-538-1.
- Kapitalismus aufbrechen. 1. Auflage. Westfälisches Dampfboot, Münster 2010, ISBN 978-3-89691-863-5.

- Wir sind die Krise des Kapitals … und stolz darauf. Die San-Francisco-Vorträge. Unrast Verlag, Münster 2017, ISBN 978-3-89771-229-4.

### Aufsätze
- John Holloway: Zwei Risse. In: Exner u. a.: Losarbeiten – Arbeitslos? Globalisierungskritik und die Krise der Arbeitsgesellschaft. 2005, ISBN 3-89771-443-4
- John Holloway: Aufhören, den Kapitalismus zu machen; Grundrisse, November 2003
- John Holloway: Wir sind die Krise der abstrakten Arbeit, Grundrisse, 2006
- John Holloway: Doing. Tun in-gegen-und-jenseits der Arbeit, Streifzuege, 28. März 2011
- John Holloway: Im Zorn gegen die Herrschaft des Geldes. In: Federico Campagna, Emanuele Campiglio (Hrsg.): Wofür wir kämpfen - Manifest des Radikalen Kollektivs. Laika-Verlag, Hamburg 2013, ISBN 978-3-942281-51-5
- John Holloway: Ganz am Anfang beginnen Essay über den ersten Satz von Karl Marx, Das Kapital, 2. April 2017